# Alexander Aircraft Company

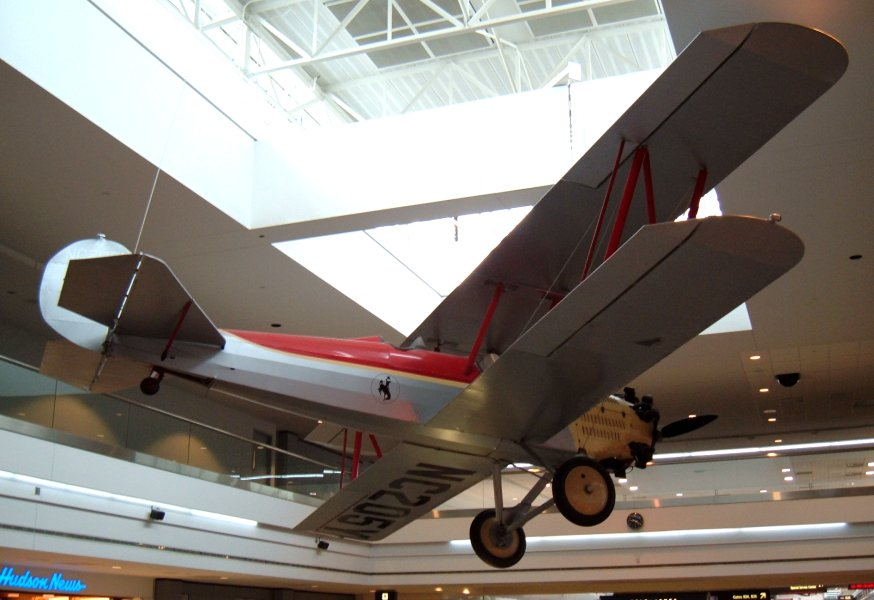
Un Alexander Eaglerock Modelo A-14 de 1930, ahora en exhibición en el Denver International Airport.

La Alexander Aircraft Company fue un fabricante de aviones, en Colorado, en 1925.

## Fundación
La compañía comenzó su vida como la Alexander Film Company, que estaba especializada en propaganda en películas, y el más joven J. Don Alexander decidió que sus agentes comerciales podían vender más anuncios si tenían aviones. Escribió a los fabricantes de aviones de la región solicitando un precio por un lote de 50 aviones. Pero los constructores, que estaban felices de conseguir una orden por un avión en esos días, pensaron que su carta era el trabajo de un excéntrico. Fueron a las papeleras. Esto enfadó a Alexander. Trasladó sus operaciones a Englewood, Colorado, y creó la compañía fabricante de aviones. Envió a Justin McInaney a Marshall, Missouri (entonces un centro de fabricación de aviones), para comprar un avión y aprender a volar. El instructor de Justin fue el gran Ben O. Howard, que más tarde se hizo famoso como piloto de carreras aéreas y piloto de pruebas. Justin se soltó tras sólo diez horas de instrucción. Compró un avión Swallow por 2.300 dólares y procedió a volar de vuelta a Denver. Aquel vuelo supuso tantos aterrizajes forzosos y otras aventuras aéreas que casi acabó como un veterano por la noche. Justin comenzó a instruir a otros hombres a volar, entre ellos Vern Simmons, O. R. Ted Haueter (vicepresidente en el pasado de Continental Airlines), Ray Shraderb (vicepresidente en el pasado de Braniff Airlines), Red Mosier (vicepresidente en el pasado de American Airlines), Jack Frye (presidente en el pasado de TWA), y el diseñador de aviones Al Mooney. Como encargado nacional de ventas, Justin ayudó a llevar a la firma a la cima de los productores en los Estados Unidos (ocho aviones al día, justo antes de la depresión). Originalmente basada en Englewood, la compañía reconvertida a la construcción de aviones fue forzada a mudarse a Colorado Springs para poder expandirse.
Al oeste de la Atchison, Topeka and Santa Fe Railway y la Monument Valley Highway (hoy Interestatal 25), la compañía de aviones tenía una planta manufacturera en el Condado de El Paso, entre Pikeview y Roswell, en 1931. La compañía quebró en agosto de 1932 y fue adquirida por la Aircraft Mechanics Inc., fundada por W. F. Theis y Proctor W. Nichols, en abril de 1937. Produjo componentes para la Douglas Aircraft Company durante la Segunda Guerra Mundial, asientos eyectores para la Fuerza Aérea de los Estados Unidos y asientos para la tripulación de la Lanzadera Espacial.

## Aviones

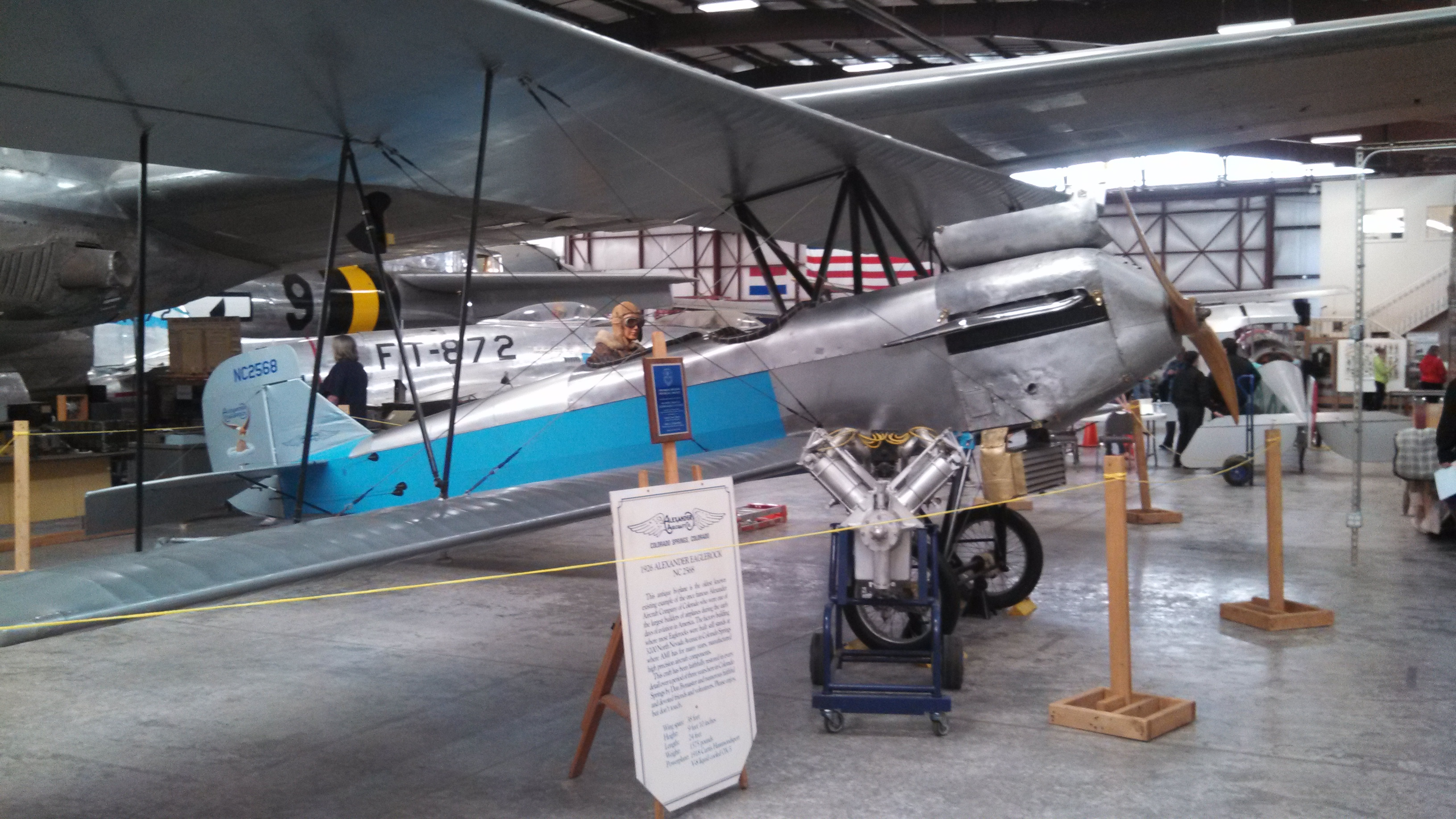
Un Eaglerock 24 en exhibición en el Pueblo Weisbrod Aircraft Museum, 2013.

La compañía construyó una cantidad de exitosas versiones del biplano Alexander Eaglerock. Estos aviones fueron especialmente populares entre los artistas de circos aéreos (barnstormers) (el piloto de pruebas Tony LeVier tomó su primera lección de vuelo de uno de estos artistas en un Eaglerock en 1928). También fueron usados para transportar correo aéreo, fotografía aérea, fumigación aérea, y carreras aéreas.
Por un breve período, de 1928 a 1929, Alexander fue el mayor fabricante de aviones del mundo, y se construyeron más aviones en Colorado que en ninguna otra parte del planeta. A principios de los años 30, la firma construyó un nuevo avión revolucionario (el precursor del avión moderno, con ala baja y tren retráctil) llamado "Bullet". Varios se estrellaron en el proceso de pruebas porque el gobierno insistió en que el avión, que no era proclive a entrar en barrena, debía serlo. Sin embargo, el avión fue certificado más tarde y llegó a ser famoso en las carreras y la aviación civil. La depresión y las pérdidas sufridas en el programa del Bullet forzaron a la firma aeronáutica a cerrar a mitad de los años 30. Alexander sería conocida también por comenzar la carrera de Al Mooney, el fundador de la Mooney Aircraft, un constructor de aviación general que continúa operando en Kerrville, Texas.
| Nombre del modelo      | Primer vuelo | Número de construidos | Tipo                                  |
| ---------------------- | ------------ | --------------------- | ------------------------------------- |
| Alexander Eaglerock    | 1925         | 893                   | Biplano biplaza                       |
| Alexander Bullet       | 1929         | 12                    | Monoplano de ala baja y cuatro plazas |
| Alexander Flyabout D-1 | 1931         | 3                     | Monoplano biplaza                     |
| Alexander Flyabout D-2 | 1931         | 15                    | Monoplano biplaza                     |

Ninguno de los 12 monoplanos Alexander Bullet perdura, pero una piloto de Wyoming, llamada Mary Senft Hanson recreó un fuselaje, y lo voló exitosamente en octubre de 2006. Varios aviones Eaglerock sobreviven, de los 893 construidos de 1926 a 1932. Un Eaglerock Modelo 24 Long Wing (NC2568) de 1926, con motor OX-5 está en exhibición en el Pueblo Weisbrod Aircraft Museum, Pueblo, Colorado, en préstamo de la Colorado Aviation Historical Society. Trasladado desde el Wings Over the Rockies Air and Space Museum, al Weisbrod Museum, el 20 de septiembre de 2013 y reensamblado el 15 de octubre de 2013.
Un Eaglerock Modelo A-14 (NC205Y) de 1930, cuelga en el ala oeste del Concourse B del Denver International Airport. Fue restaurado en un período de 25 años por la Antique Airplane Association of Colorado. Un Eaglerock de 1929 está en exhibición en el Science Spectrum en Lubbock, Texas.
Un Eaglerock (NC4648) de 1928 está en exhibición en el Seattle-Tacoma International Airport, en préstamo de la colección del Museum of Flight.

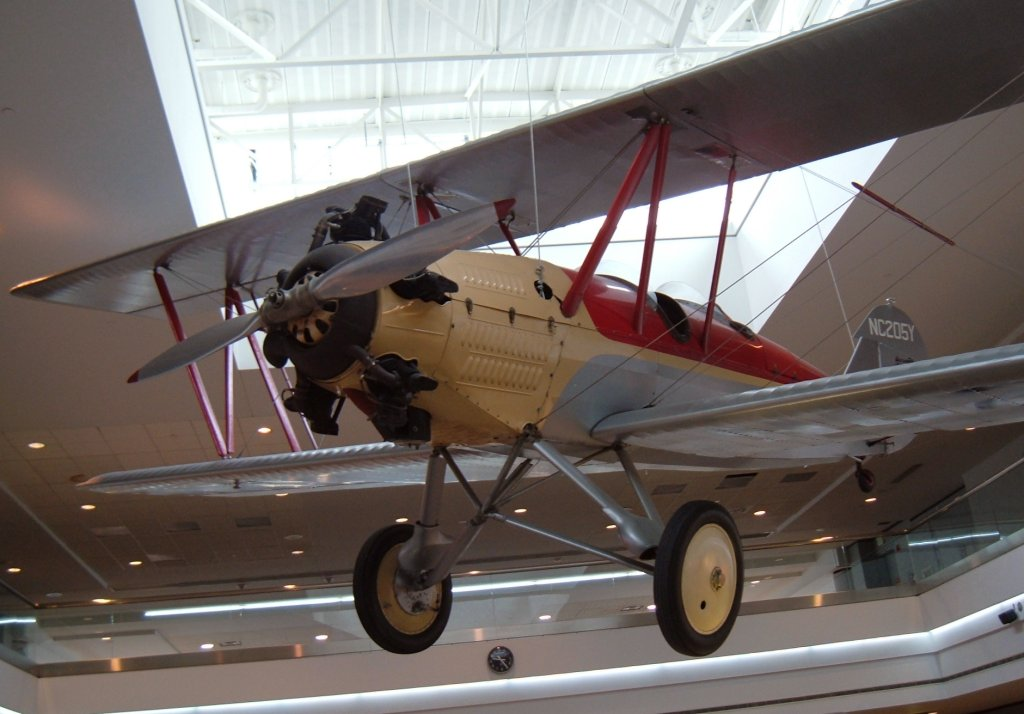
El frente del Eaglerock en el DIA.
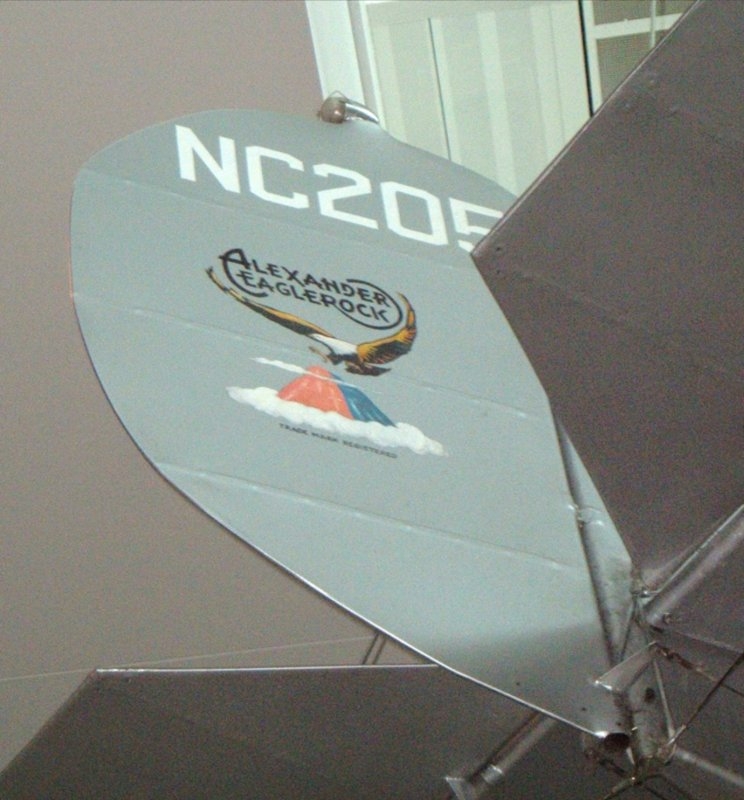
El logo de la Alexander Aircraft Company en la cola.
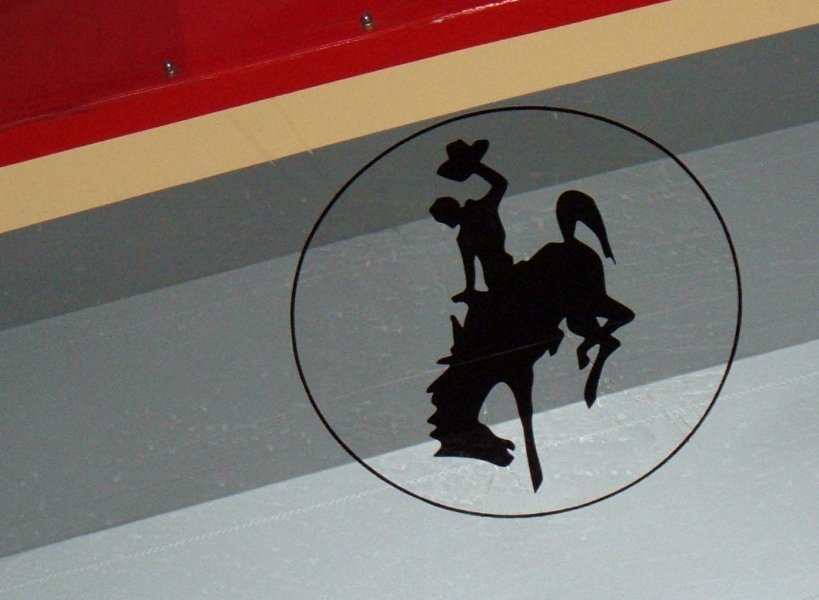
Un bronco corcoveando en el lateral del fuselaje.